# Завод за уџбенике
Завод за уџбенике је институција која се бави припремањем и издавањем уџбеника (како у дигиталном, тако и у штампаном формату) и других наставних средстава и публикација за предшколске установе, основну и средњу школу у Републици Србији, као и универзитетске литературе. Налази се у улици Обилићев венац 5, у Београду.

## Историјат

### Оснивање
Завод за уџбенике основан је 6. јула 1957. Одлуком Извршног већа Народне Републике Србије са основним циљем благовременог обезбеђивања уџбеника за велику реформу система школства, која је у пракси започета 1958. године. Први директор је био Дојчило Митровић, који се суочио са бројним изазовима јер у почетку није било никаквих услова за рад: ни просторија, ни радника, ни почетног капитала. Прве раднике је привремено сместио у просторије републичких органа просвете, на Теразијама 10, а недуго затим, априла 1958. су се уселили у просторије на Обилићевом венцу 5. У припрему и издавање уџбеника су кренули са 60.000.000 динара кредита. Од октобра исте године Завод је почео да издаје уџбенике за опште образовање, стручне школе и школе за одрасле. Основну програмску оријентацију је убрзо проширио издавањем бројних приручника за наставнике, приручних библиотека за ученике, научних радова, монографија и капиталних дела.
У периоду у ком је директор Завода био Здравко Вуковић, започет је процес откупа просторија од оснивача Завода, Извршног већа Србије, на Обилићевом венцу 5, које је Завод већ користио. У време када је трећи директор, Томислав Богавац, ступио на дужност, Завод је иступио са намером да цела зграда на Обилићевом венцу буде у Заводовом власништву, да се сазида нова зграда у кругу магацина у Жаркову, као и да се стекне књижара у Миљаковцу, преуреди велики књижарски центар у Косовској и Палмотићевој улици, преадаптирају и боље уреде све просторије у згради на Обилићевом венцу. Под управом четвртог директора, Добросава Бјелетића, завршен је велики пословни простор у кругу Магацина у Жаркову, сређивао се ранији магацин и градио нови за Одељење у Новом Саду. Након њега, на месту директора нашао се Радослав Вава Петковић, а под управом шестог директора, Радоша Љушића, Завод за уџбенике је 2007. године обележио пола века постојања.
На челу Завода су се у каснијем периоду нашли Милољуб Албијанић, Драгољуб Којчић и Милорад Марјановић.

### Правни акти
Закон о Заводу за уџбенике и наставна средства, који је објављен 22. децембра 1973, донела је Скупштина СР Србије 14. децембра. Крајем исте године објављен је Закон о уџбеницима за основно и средње образовање, са променом 1. јула 1974.
„Друштвени договор о издавању уџбеника” потписан је 12. априла 1976. са циљем обезбеђивања издавања квалитетних и савремених уџбеника, постизања рационалних подела рада између издавачких организација, сузбијања комерцијализма као одлучујућег фактора у издавању уџбеника, као и спречавања конкуренција на паралелном издавању високотиражних уџбеника. Закон о изменама и допунама Закона о уџбеницима за основно и средње образовање донела је Скупштина СР Србије 5. децембра 1978, а објављен је 16. децембра 1978.
Нови „Закон о уџбеницима и другим наставним средствима” проглашен је 1. новембра 1988. и њиме се Заводу поверавају послови припремања и издавања уџбеника и других наставних средстава за основно и усмерено образовање до петог степена стручне спреме, послови праћења и оцењивања уџбеника, као и обављање стручно–педагошких и истраживачких послова ради унапређења уџбеника и других наставних средстава за основно и усмерено образовање до петог степена стручне спреме. Нови „Закон о уџбеницима и другим наставним средствима” донет је 14. априла 1993, а Завод за уџбенике постао је јавно предузеће.
Влада Републике Србије је 25. маја 2006. донела Одлуку о оснивању Јавног предузећа за издавање уџбеника и наставних средстава под називом Јавно предузеће „Завод за уџбенике”.